# Даре (провинция Тренто)
Даре (итал. Darè) — упразднённая коммуна в Италии, расположена в автономной области Трентино-Альто-Адидже, в провинции Тренто. Ныне является фракцией коммуны Порте-ди-Рендена.
Население составляет 254 человека (2011 г.), плотность населения составляет 234 чел./км². Коммуна занимала площадь 1,16 км². 
Почтовый индекс — 38080. Телефонный код — 0465.
Покровителем коммуны почитается святой Лаврентий, священномученик, празднование 10 августа.

## Демография
Динамика населения:

## Администрация коммуны
- Официальный сайт: